# Acraea loveni
Acraea loveni är en fjärilsart som beskrevs av Felix Bryk 1925. Acraea loveni ingår i släktet Acraea och familjen praktfjärilar. Inga underarter finns listade i Catalogue of Life.